# So Long, Astoria
So Long, Astoria è il quarto album in studio dei The Ataris, pubblicato il 4 marzo 2003 dalla Columbia Records.

## Tracce
1. So Long, Astoria
2. Takeoffs and Landings
3. In This Diary
4. My Reply
5. Unopened Letter to the World
6. The Saddest Song
7. Summer '79
8. The Hero Dies in This One
9. All You Can Ever Learn Is What You Already Know
10. The Boys of Summer
11. Radio #2
12. Looking Back on Today
13. Eight of Nine

Tracce fantasma
1. I Won't Spend Another Night Alone
2. The Saddest Song (Acoustic)

Tracce bonus nell'edizione giapponese
1. Beautiful Mistake
2. Rock 'N' Roll High School

## Formazione
- Kris Roe – voce, chitarra, basso, mellotron, moog
- Chris Knapp – batteria, percussioni

Altri musicisti
- Angus Cooke – violoncello
- Glen Phillips – cori
- Tim Pagnotta – cori
- James Muhawi – piano in The Saddest Song
- Mike Herrera – cori in Radio #2